# Stadtbefestigung Boppard

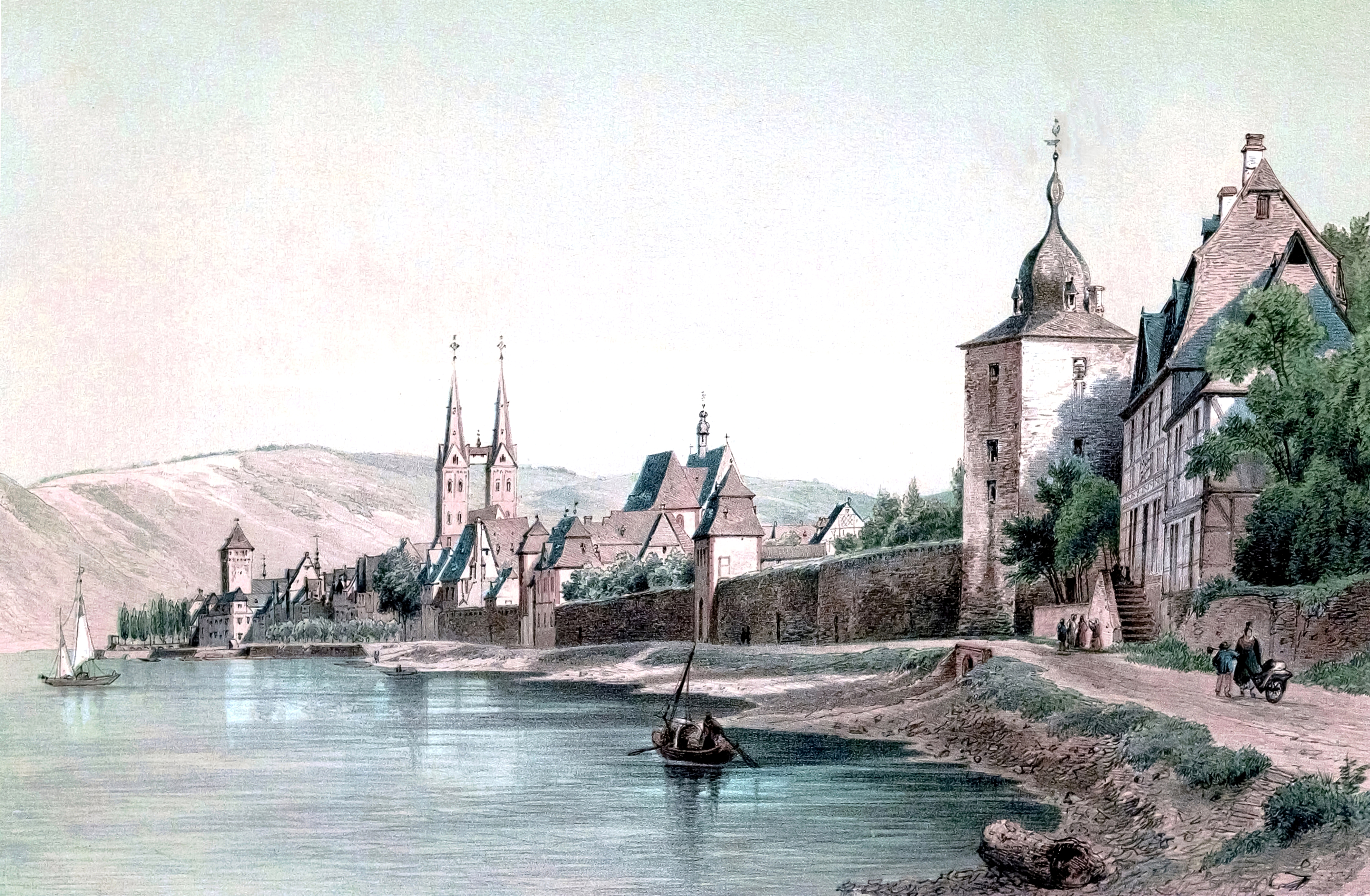
Rheinseitige Stadtmauer zwischen Koblenzer Tor und kurfürstlicher Burg (Ansicht um 1856)

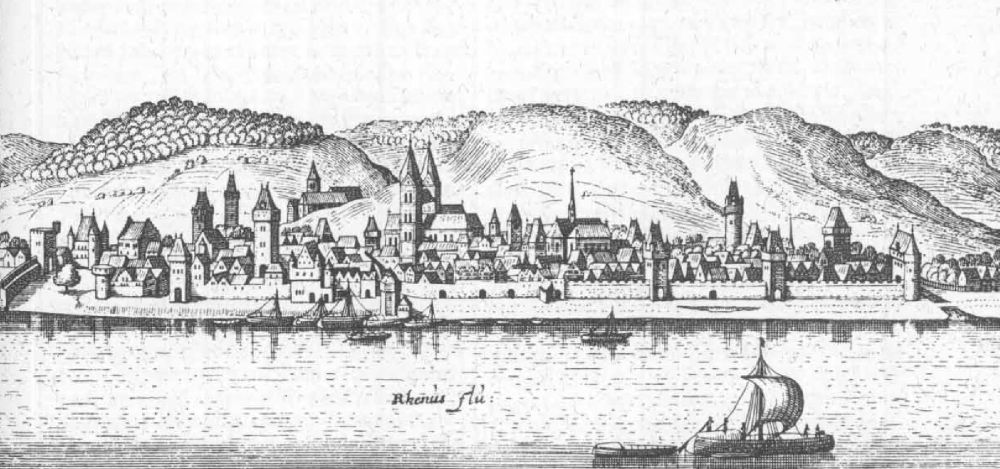
Rheinfront von Boppard aus dem Jahr 1655 gezeichnet von Matthäus Merian

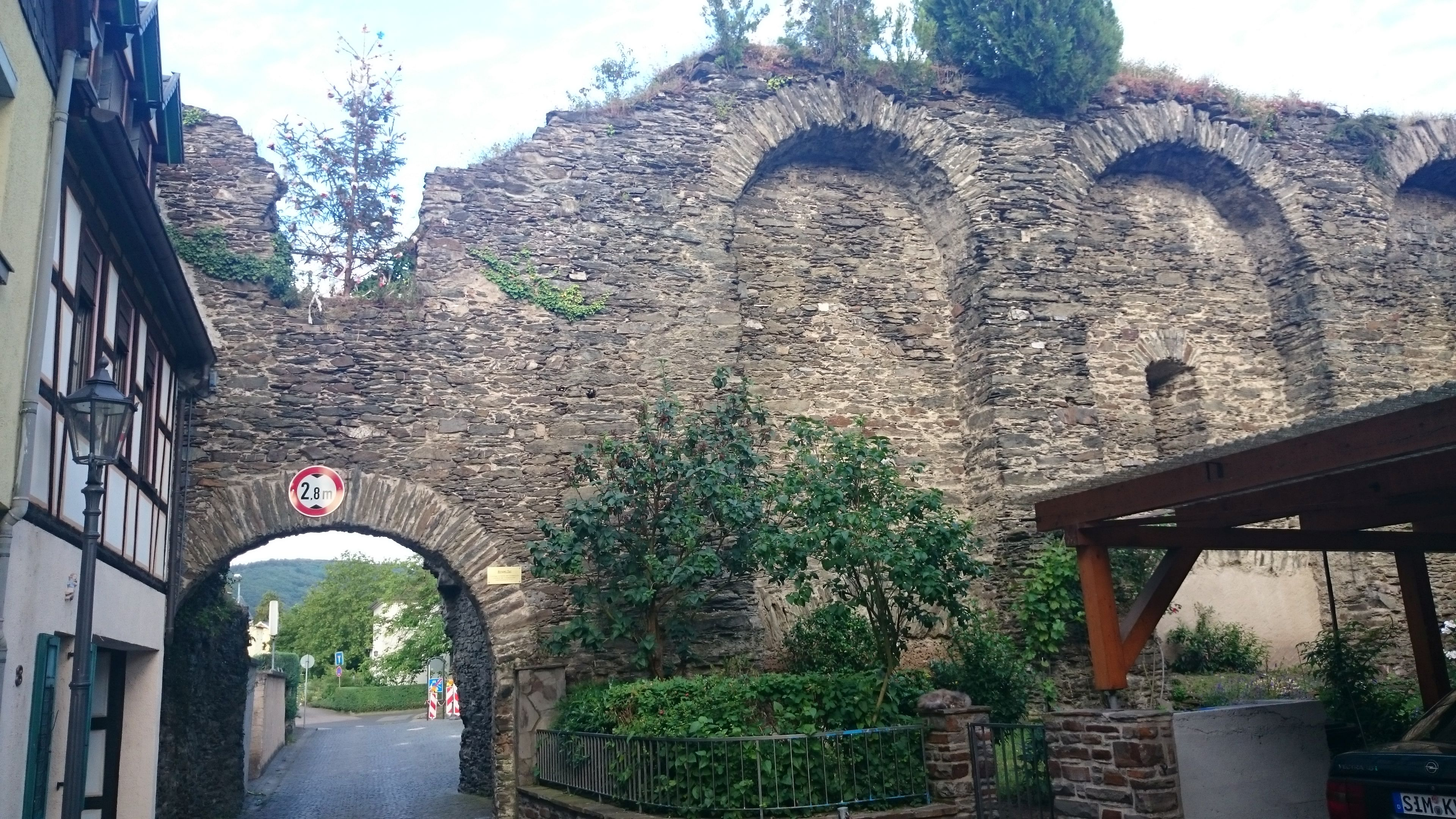
Binger Tor mit Abschnitt der mittelalterlichen Stadtmauer

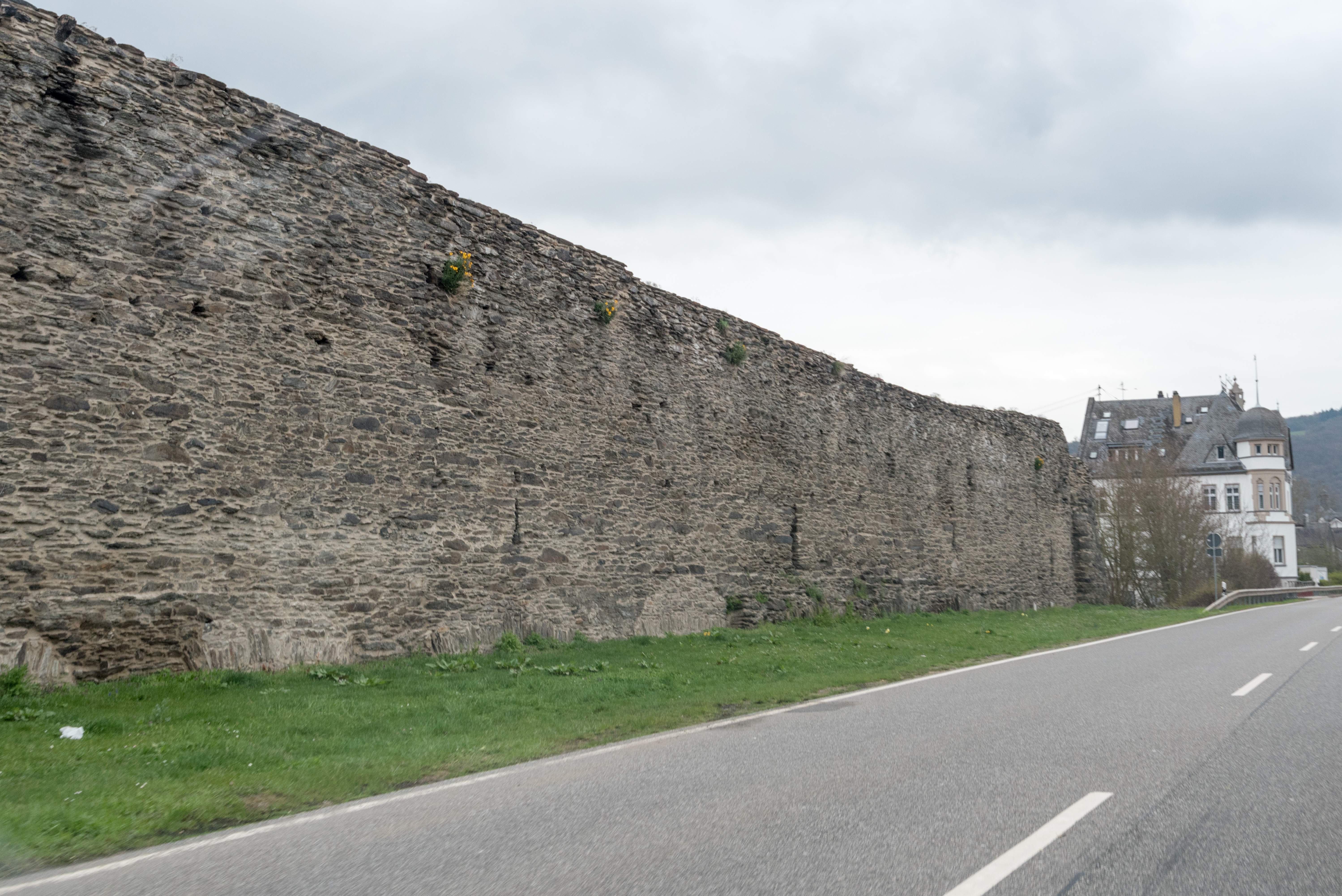
Mittelalterliche Stadtmauer der Oberstadt

Die mittelalterliche Stadtbefestigung von Boppard wurde im 12. und 13. Jahrhundert unter Einbeziehung des ehemaligen römischen Kastells Bodobrica in Boppard errichtet. Die Überreste der Stadtbefestigung stehen heute unter Denkmalschutz.

## Römisches Kastell

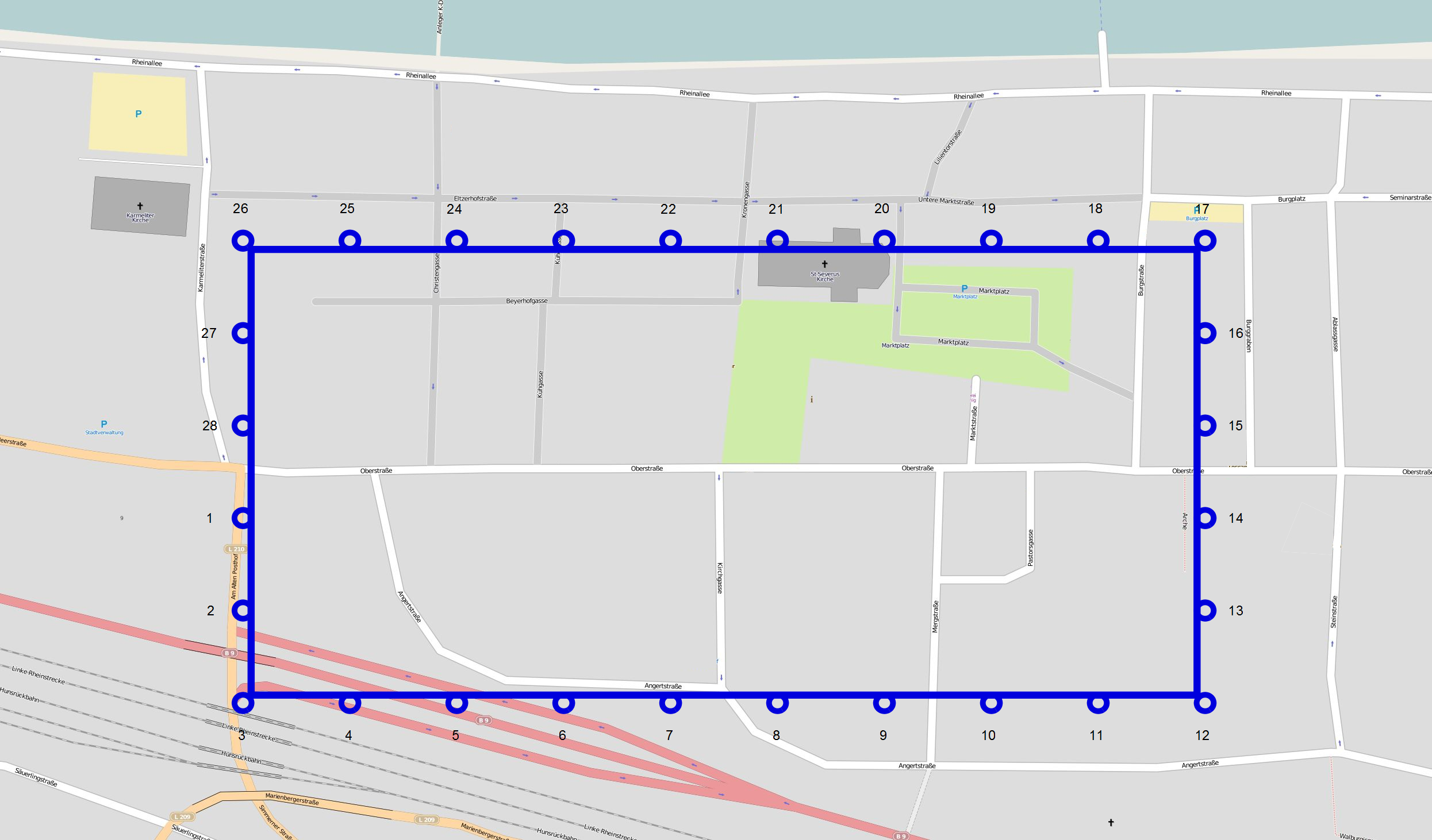
Grundriss des römischen Kastells

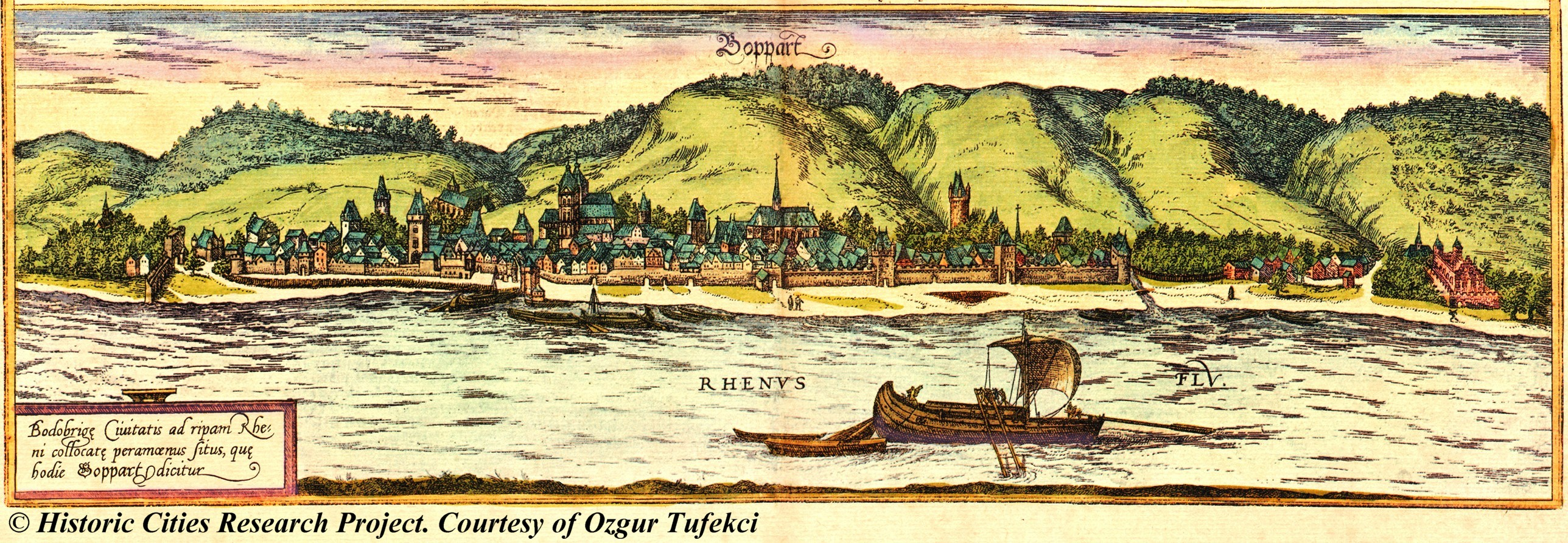
Stadtansich von Braun und Hogenberg aus dem Jahr 1588

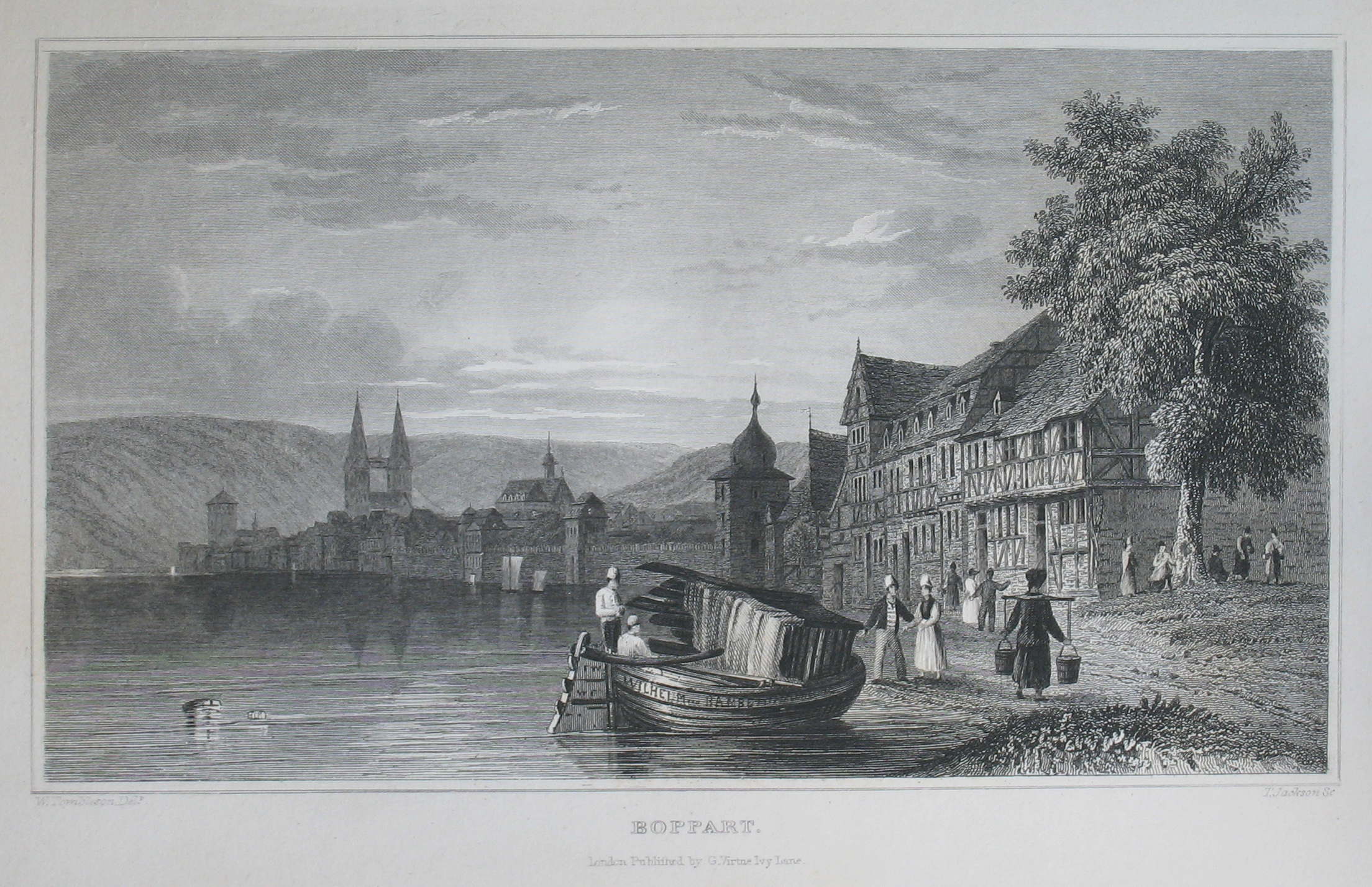
Ansicht von Boppard angefertigt von Tombleson um 1840

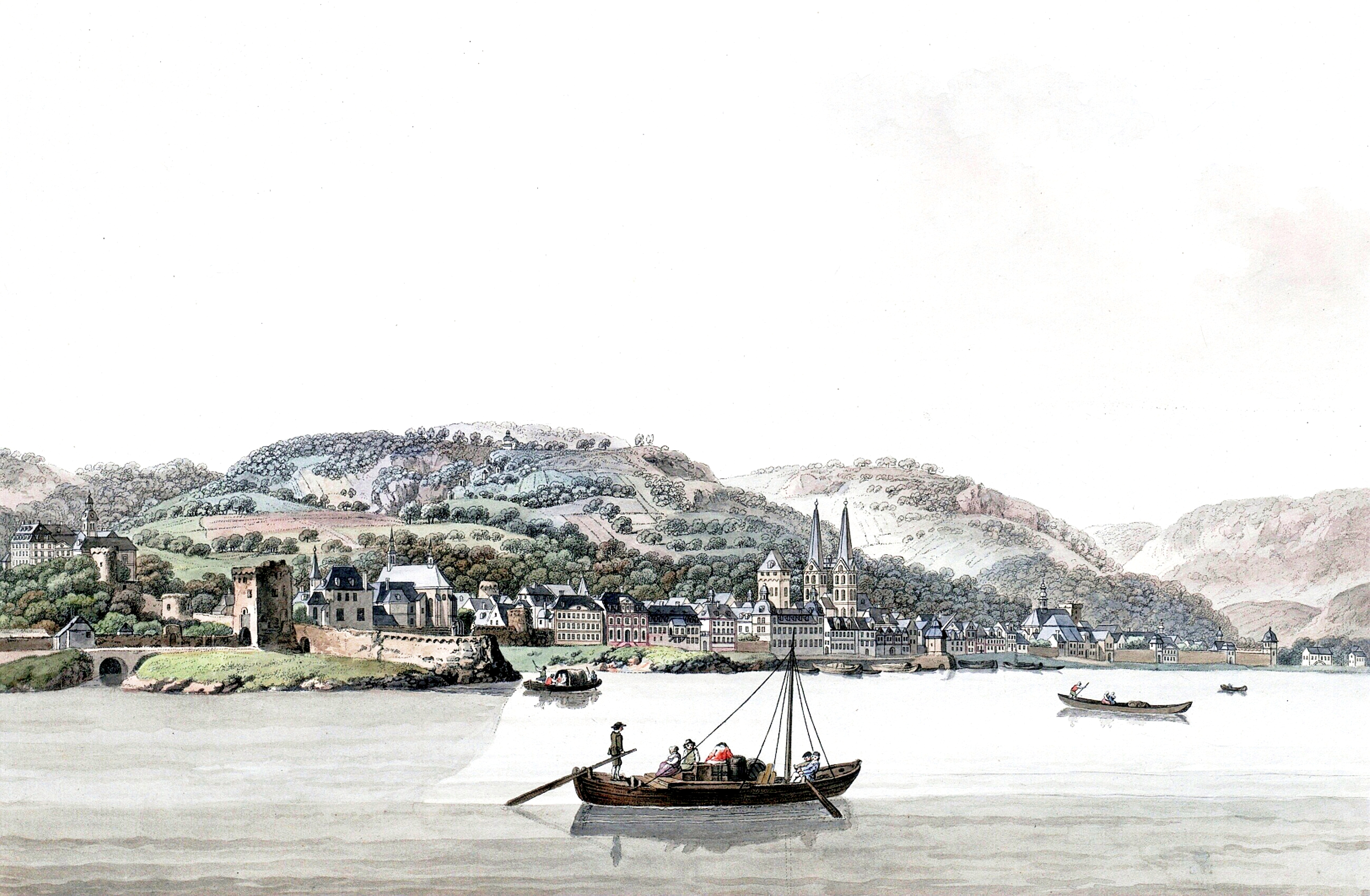
Rheinseitige Stadtansicht von Boppard von Laurenz Janscha

Eine erste militärische Befestigung wurde in Boppard im 4. Jahrhundert nach Christus durch die Römer errichtet. Bis ins Mittelalter wurden diese Kastellmauern zur Sicherung und Verteidigung von Boppard genutzt. Selbst nach dem Bau der mittelalterlichen Stadtmauer verloren die Kastellmauern nicht ihren Nutzen, da sie in die mittelalterliche Stadtbefestigung nun integriert waren.

## Baugeschichte

### 12./13. Jahrhundert
Das in der Mitte des 4. Jahrhunderts errichtete Kastell Boppard wurde bis zum Teilabriss Anfang des 19. Jahrhunderts durchgehend als Stadtbefestigung genutzt. Die erste mittelalterliche Erweiterung der Stadtbefestigung wird im 12. Jahrhundert vermutet, da zu dieser Zeit das Anwachsen der Bevölkerung und die erweiterten städtischen Aufgaben einen höheren Platzbedarf ergaben. Außerdem wurde für den Bau des Nordturms sowie Langhauses von St. Severus die Niederlegung der nördlichen Kastellmauer erforderlich. Daraufhin soll das jenseits der rheinseitigen Mauer gelegene Fischer- und Kaufmannsviertel („Friesenviertel“) umschlossen worden sein. Für das Jahr 1241 sind allerdings Quellen belegt, nach denen aufgrund des weiterhin starken Bevölkerungszuwachses das neu erschlossene Stadtgebiet bereits nicht mehr für die weitere Stadtentwicklung ausreichte.
Der römische Eckturm XXVI an der Nordwestecke wurde dagegen erst 1850 niedergelegt und an der Nordostecke ist heute noch ein Mauerrest oberirdisch sichtbar. Bemerkenswert ist der bei dem Abriss gemachte Fund einer Inschrift, die sich heute noch im Museum der Stadt sich befindet: „Dieser Turm ist jenen von Nieder-Lahnstein zugeordnet. Sie selbst sind verpflichtet, ihn zu erhalten; deswegen sind sie hier zollfrei.“ Die Inschrift wird von Niktisch (epigrafisch) in die erste Hälfte des 12. Jahrhunderts datiert. Diese Inschrift belegt die zu dieser Zeit wieder intensivierten Maßnahmen zur Erhaltung der Befestigung.

### 14. Jahrhundert
Im Jahr 1312 verpfändete Heinrich VII. die bis dahin freie Reichsstadt Boppard an seinen Bruder, den Trierer Erzbischof Balduin von Luxemburg. Dieses Pfand wurde jedoch nie eingelöst. Bis zur ersten militärischen Unterwerfung im Jahr 1327 hatte der neue Landesherr nur in sehr begrenztem Maße Veränderungen in der Stadt durchsetzen können. Jedoch unmittelbar nach der Unterwerfung ließ er seine Stellung militärisch nach innen und außen sichern. An strategisch günstiger Stelle am Rheinufer ließ Erzbischof Balduin die kurfürstliche Burg errichten und ausbauen. Außerdem ließ er etwa zur gleichen Zeit die Wohngebiete im Osten (Oberstadt) und Westen (Niederstadt) durch weitere Mauern schützen und band dabei die römischen Befestigungen der Altstadt mit ein. Die nördliche Mauer am Rhein ließ er ebenfalls verstärken.

## Stadtbefestigung

### Stadtmauer

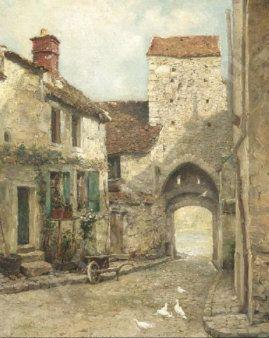
Gemälde eines Tores der Stadtmauer

Die erste mittelalterliche Erweiterung der römischen Kastellmauer verlief zwischen Rhein und ehemaliger, nördlicher römischer Mauer. Verbunden war diese durch eine hervorspringende Mauer mit dem nordwestlichen Eckturm des römischen Kastells. Sie führte über die Judengasse (heute Elzerhofstraße) mit dem Judentor. Die östliche Mauerfortführung zwischen nordöstlichem Eckturm der römischen Kastellmauer und der rheinseitigen, mittelalterlichen Stadtmauer ist nicht gesichert.
Die Stadtbefestigung der zweiten Erweiterung aus dem 14. Jahrhundert hatte durchschnittlich 180 cm und 200 cm dicke Mauern und bestand aus Bruchschiefer in unregelmäßiger Schichtung. Mit dieser zweiten Erweiterung wurden die westlich und östlich der römischen Kastellmauern gelegenen Gebäude ebenfalls durch eine Mauer geschützt. Die Oberstadt bestand aus dem Bereich zwischen östlicher Kastellmauer und östlicher mittelalterlicher Stadtmauer. Der Teil im ehemaligen römischen Kastell mit der Erweiterung zum Rhein bildete die Altstadt. Die Niederstadt bestand aus dem Bereich zwischen westlicher Kastellmauer und westlicher Stadtmauer. Diese war weniger dicht besiedelt als die Oberstadt und daher auch deutlich schwächer gesichert.
Da in Richtung Süden die Stadt kaum gewachsen war, wurde dort keine mittelalterliche Stadtmauer errichtet. Vielmehr war dort die römische Kastellmauer als Außenmauer in die Stadtbefestigung integriert.

### Stadttore, Pforten und Türme
Nachdem die Ummauerung der Ober- und Niederstadt fertiggestellt war, ermöglichten mindestens sechzehn Tore und Pforten sowie weitere kleinere Pforten den Zugang zur Stadt aus allen Himmelsrichtungen. Zwischen der Altstadt und der Niederstadt gab es zwei Tore und die Oberstadt war durch ein Tor mit der Altstadt verbunden.
Außerdem war die Altstadt durch die Türme des mittelalterlichen Kastells gesichert. In die Stadtmauer der Ober- und Niederstadt und in die südliche Mauer der Altstadt waren mittelalterliche Türme integriert.
Die zur Rheinseite gelegenen Tore und Türme sind heute besser erhalten als die zur Landseite.

#### Rheinseitige Stadtbefestigung der Oberstadt

##### Die Eisbreche und das Sandtor

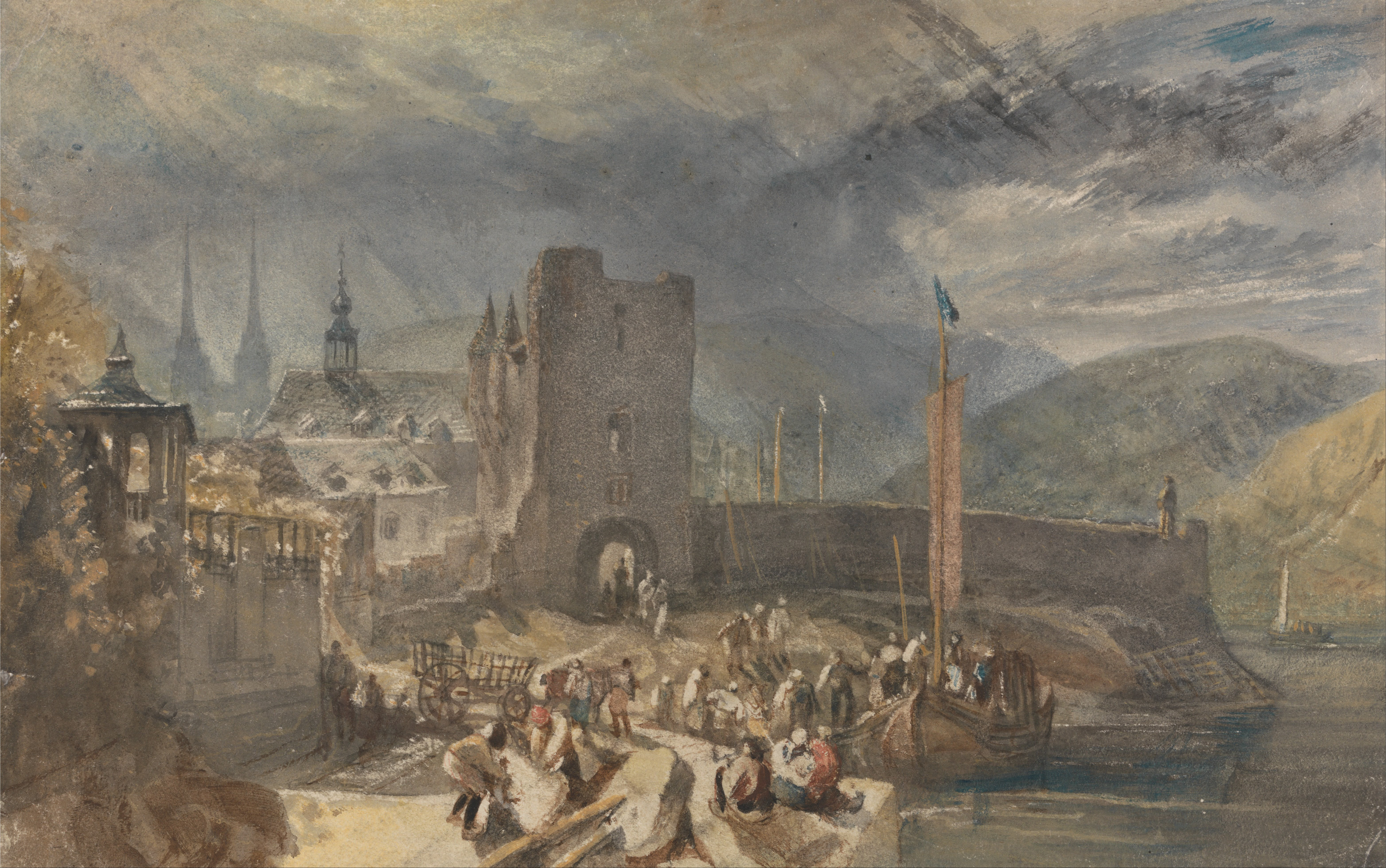
Das Sandtor im ursprünglichen Zustand (Turner 1819)

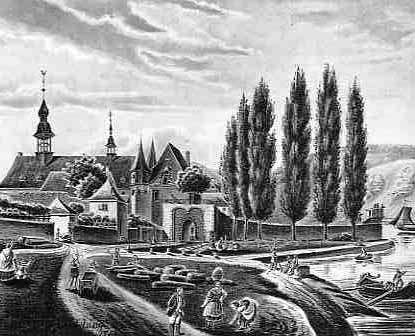
Zeichnung der Eisbreche mit Sandtor und dem Ritter-Schwalbach-Haus aus dem Jahr 1863

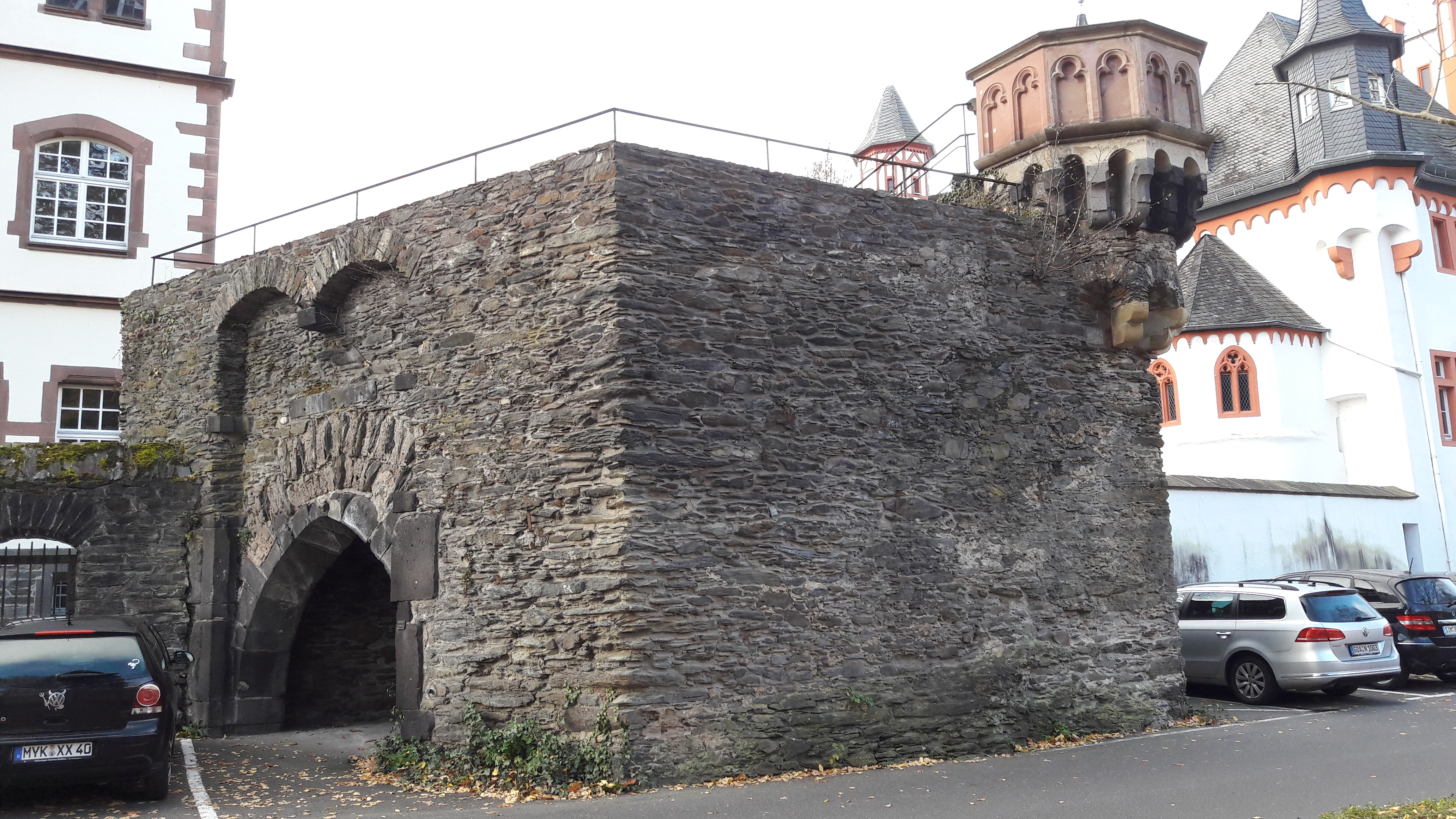
Das Sandtor im heutigen Zustand

Die Eisbreche war eine Mauer, die an die nordöstliche Ecke der Stadtmauer angebaut war und von dort am Ritter-Schwalbach-Haus vorbei direkt an den Rhein führte. Die Mauer erhielt den Namen, weil sie die Stadt bei Hochwasser und Eis-Gefahr vor der Strömung des Rheins schützen sollte.
Durch die Eisbreche verlief das spitzbogige Sandtor. Dieses wurde auch Eisbrechertor oder Windpforte genannt. Auf einer Zeichnung von Turner von 1818 wird das Tor viergeschossig mit abschließendem Rundbogenfries und ohne Dach dargestellt. Durch zunehmenden Verfall gingen 1851 die bis dahin erhaltenen Reste der oberen Geschosse verloren. In den Jahren 1979/80 wurden die heute noch erhaltenen Überreste weitgehend restauriert. Rheinseitig neben dem Torbogen wurde auf beiden Seiten des Tors jeweils eine vermutlich aus der St.-Severus-Kirche stammende Basaltlava-Grabplatte aufgestellt.
Am äußeren Ende der Eisbreche befand sich eine Statue des heiligen Johann von Nepomuk, des Patrons der Schifffahrer. Als im Jahr 1847 diese wegen Verwitterung herabstürzte, wurde sie durch eine neugotische Aussichtskanzel ersetzt. Der Kopf der Statue befindet sich heute im städtischen Museum in der kurfürstlichen Burg.
Anfang des Jahres 1880 wurde die Eisbreche abgebrochen, da man starken Eisgang auf dem Rhein erwartete. Man war nämlich zu der Überzeugung gekommen, dass die Eisbreche die Stadt nicht vor dem Strom des Rheins schützte, sondern ihn direkt auf die Stadt zuleite. Da das Sandtor auf höheren Befehl hin stehen bleiben musste, wurde die Kanzel im Jahr 1879 an das Sandtor angebaut.

##### Die Schwerterpforte
Die Schwerterpforte war ein Torturm, der vom Rhein in die Oberstadt hineinführte und sich östlich der kurfürstlichen Burg befand. Der Torturm existiert jedoch schon seit 1742 nicht mehr. Die Stadtansicht von Matthias Merian zeigt ihn als zweigeschossigen Torturm mit Schwertdach.

#### Rheinseitige Tore und Türme der Altstadt

##### Die Schwanenpforte
Die Schwanenpforte ist nicht mehr erhalten. Sie führte von der Rheinallee in die Altstadt und befand sich dort, wo heute das Hotel Rebstock steht. Einen Turm besaß die Pforte nie.

##### Das Lilientor

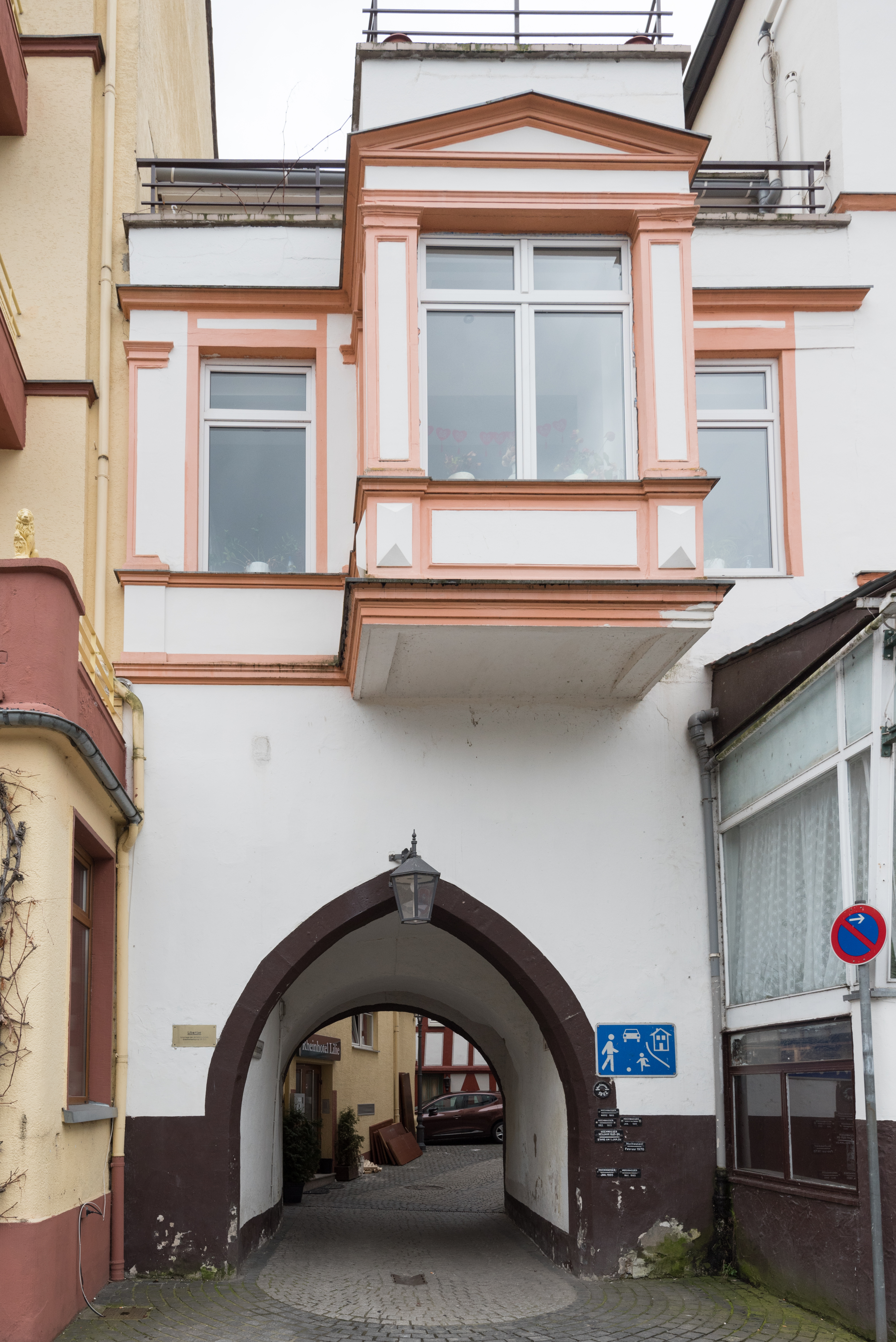
Lilientor

Im Bereich der Altstadt sind zwei Tore erhalten. Das Lilientor befindet sich am Ausgang der Liliengasse auf die heutige Rheinallee (Lage). Stormseitig hat es eine spitzbogige Öffnung mit der Jahreszahl 1857. Das ist das Jahr der Wiederherstellung des Lilientors. Stadtseitig hat das Tor einen Korbbogen. Einen Turm hatte das Tor zu keiner Zeit. In Goswinus Klöckers Stadtansicht wird es als Spiegelpforte bezeichnet und hatte ein Obergeschoss aus Fachwerk mit zwei vergiebelten Erkern.

##### Das Kronentor

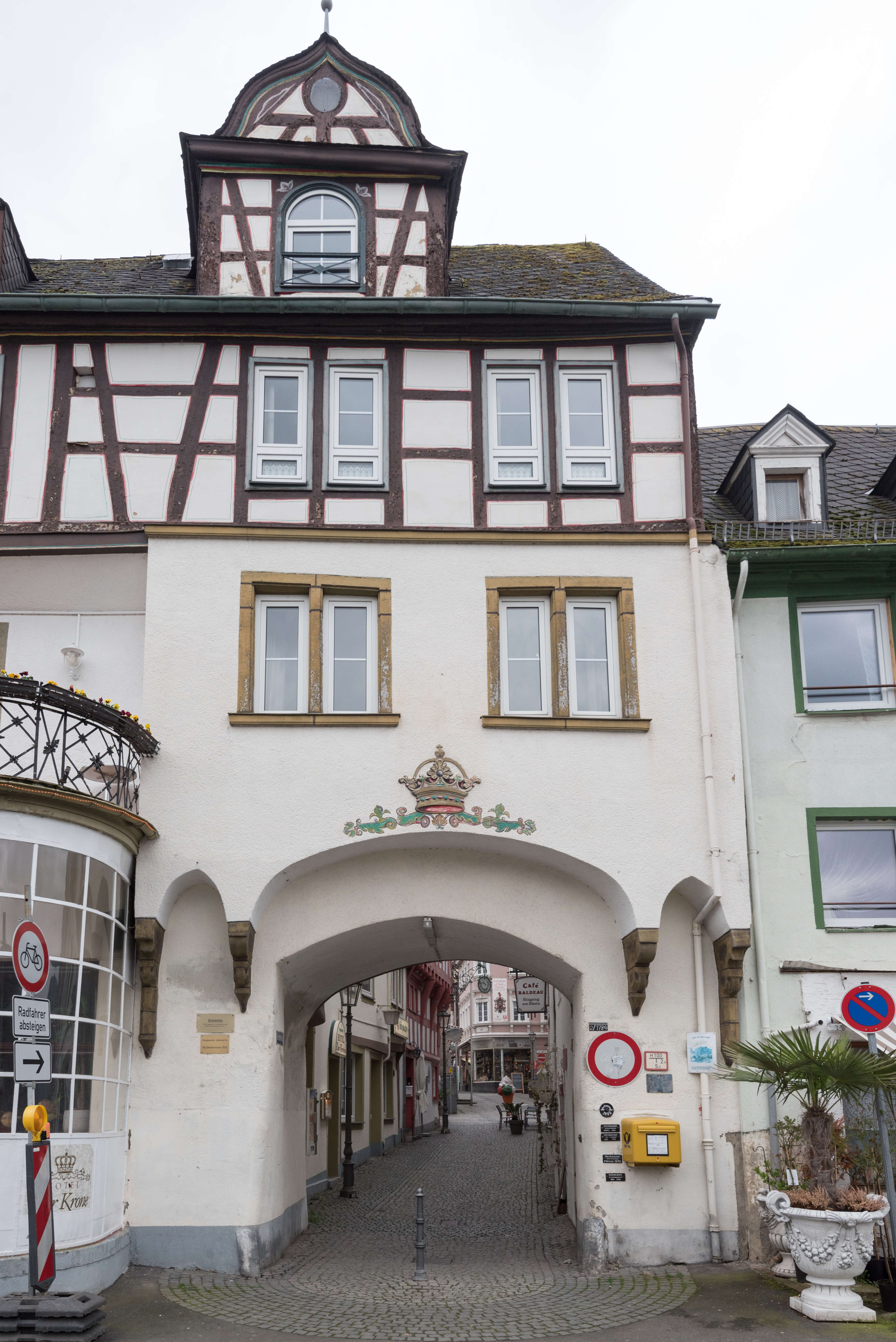
Kronentor

Das dem Lilientor westlich benachbarte Tor zur Altstadt heißt Kronentor. Es befindet sich am Ende der gleichnamigen Gasse (Lage). Bei Klöckner und von Eltester wird es als Krahnen- oder Kranentor bezeichnet. In der Nähe dieses Tores befand sich der Bopparder Rheinkran. Die Stadtansicht von Klöckner zeigt einen zweiachsigen Obergeschossaufbau, der in das Haus Zur Krone (heute Rheinallee 36) integriert ist. Das Tor hat sowohl rhein- als auch stadtseits rundbogige Torbögen. Heute hat das Tor einen Segmentbogen und auch der Bogenfries wurde im 19. Jahrhundert verändert. Er besteht aus einem breiten Korbbogen und wird durch zwei schmale Seitenbögen flankiert, die auf profilierten Basaltlavakonsolen aufsitzen. Auf der Stadtseite war ebenfalls ein Bogenfries vorhanden, der heute fehlt.

#### Rheinseitige Tore und Türme der Niederstadt

##### Die Brüderpforte
Die Brüderpforte befand sich auf der Mündung des Brüdergrabens (heute Karmeliterstraße) auf die heutige Rheinallee. Der Namen des Tors beziehungsweise der des Grabens geht auf das vor dem Graben befindliche Karmeliterkloster zurück. Dieses Tor zur Niederstadt hatte rundbogige Torbögen auf Rhein- und Stadtseite. In Klöckers Stadtansicht ist der massiv vermauerte Teil zweigeschossig mit zwei Rechteckfenstern über den Torbögen dargestellt. Der dritte Stock bestand aus Fachwerk mit geschweiftem Giebel und Satteldach. Die 1798 entstandene Ansicht der Bopparder Rheinseite von Laurenz Janscha zeigt die Bürderpforte noch. Spätestens 1867 ist diese jedoch verschwunden.

##### Das Hospitaltor

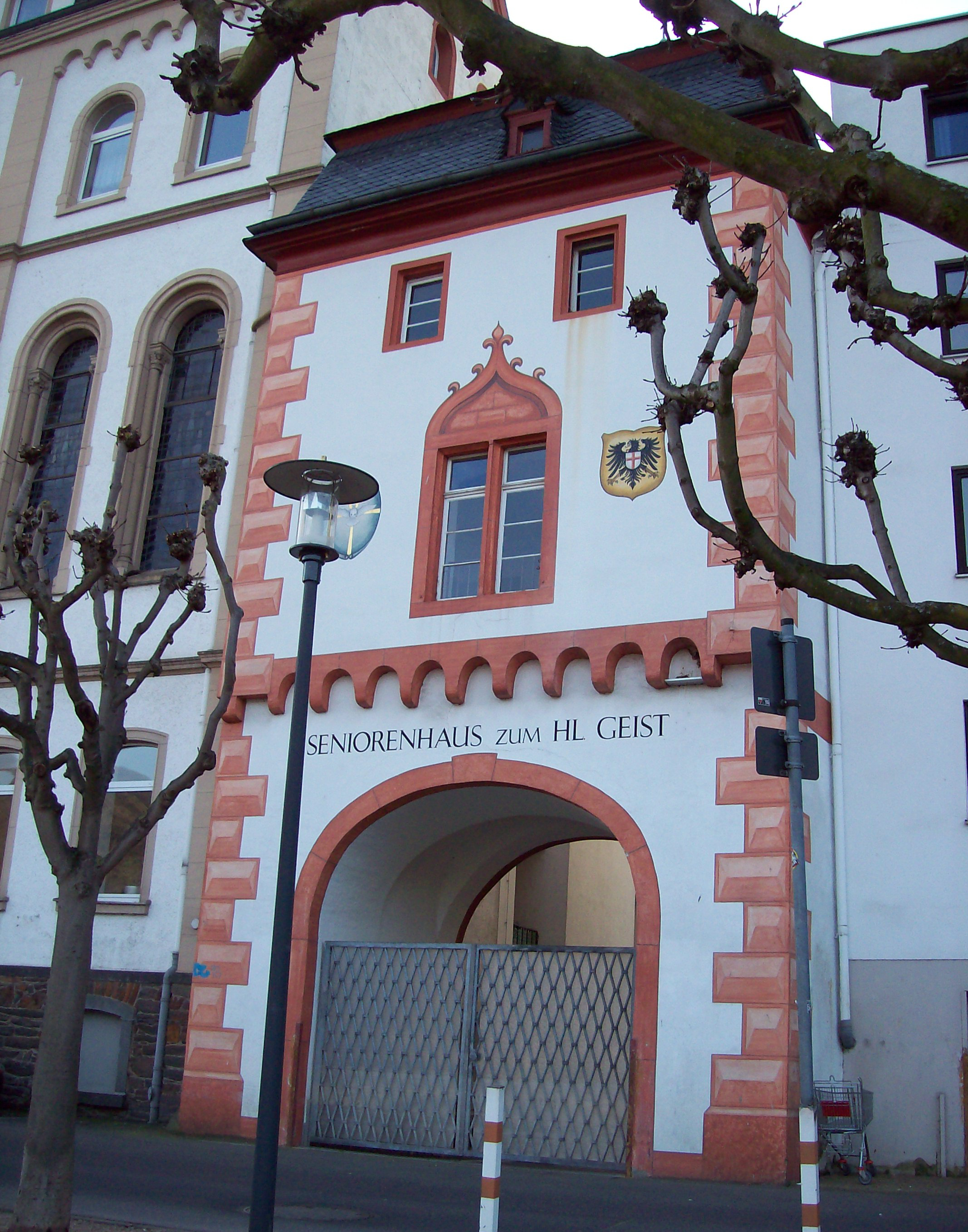
Hospitaltor

Das Hospitaltor erscheint bei Klöcker als Turmtor mit zwei massiven Geschossen und einem dritten Fachwerkgeschoss. Diese waren durch Randbogenfriese voneinander abgesetzt. Das Dach war ein steiler Schwerthelm mit vier Ecktürmchen und Giebelgaube. Beim Neubau des Bopparder Hospitals wurde das Tor wahrscheinlich auch umgebaut. Das Fachwerkgeschoss und der Helm wurden durch ein Mansarddach ersetzt. Der Rundbogenfries über dem Tor blieb erhalten. Außerdem wurde im 18. Jahrhundert das Gewölbe verändert. Das Tonnengewölbe im Innenraum wird von einer korbförmigen Toröffnung begrenzt. Auf der Stadtseite des zweistöckigen Aufbaus befindet sich eine Kartusche mit der Chronogramminschrift „CLaMans In rVIna In proprIIs eX soLLs VInI reDItIbVs resVrreXI“, die auf das Jahr 1751 hinweist. Bis zum Jahr 1975 war sie am rheinseitigen Giebel des ehemaligen Hospitals zum Heiligen Geist angebracht. Im Gegensatz zu den meisten erhaltenen Toren führt durch das Hospitaltor heute keine Gasse mehr. Die ehemalige Hospitalsgasse fiel in den 1950er Jahren den Erweiterungsbauten des Krankenhauses zum Opfer.

##### Das Ebertor oder Eberbacher Tor

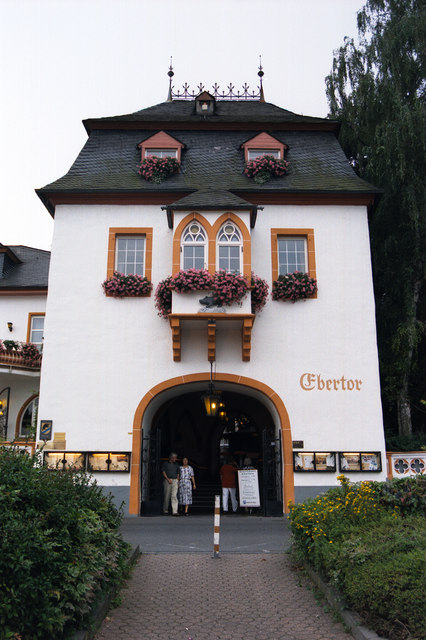
Ebertor

Das Ebertor hat seinen Namen nach dem ehemaligen in der Bopparder Niederstadt befindlichen Hof des Klosters Eberbach. Gebräuchlich für dieses Tor waren auch die Namen Eberbacher Tor oder Erbacher Tor.
Im Jahr 1358 traf die Stadt mit dem Abt des Klosters Eberbach die Vereinbarung, dass das Kloster 100 Mark zahle und dafür in der Stadtmauer vor dem Klosterhof ein Tor errichten dürfe, um besser ein- und ausfahren zu können. Die Stadt behielt sich vor, die Pforte zu bewahren und wie alle anderen zu schließen, wenn sie das für notwendig halte. Fünf Jahre später gestattete die Stadt dem Kloster, auf eigene Kosten einen Turm mit entsprechenden Räumlichkeiten über der Pforte zu errichten. Ein neuer Turm, bei dem es sich wahrscheinlich um den Eberbacher Turm handelt, wurde 1361 genannt.
Nach Werken von Georg Braun, Frans Hogenberg und Merian glich das Ebertor weitgehend dem Hospitaltor. Klöcker hingegen stellt es als Ruine dar, Dach und Fachwerkgeschoss fehlen. Um 1750 erhielt das Tor ein gewalmtes Mansarddach ähnlich dem Hospitaltor. Das Obergeschoss wurde um 1860 innen neu gestaltet. Außerdem wurde der Gußerker zu einem zweiachsigen, neogotischen Erker ausgebaut, an welchem das Eberwappen angebracht wurde. Ein Wasserspeier in Form eines Löwen befand sich früher auf der Brüstung des Ebertors, heute befindet dieser sich in einem Keller des sich nun hinter dem Tor befindlichen Hotels Ebertor. Auch das Tor beziehungsweise der Turm selbst gehört heute zu diesem Hotel.
Das von hier in Richtung Koblenzer Turm führende Mauerstück wurde 1865 niedergelegt, um Platz für vier spätklassizistische Villen zu schaffen.

##### Der Koblenzer Turm
An der Nordwestecke der Niederstadt befand sich bis zirka 1870 der Koblenzer Turm. In seiner unmittelbaren Nachbarschaft befand sich der 1802 untergegangene Hof des Klosters Mariaroth (Rother Hof). Auf Merians Stadtansicht erscheint er als dreigeschossiger Schalenturm mit einem hohen Schwertdach. Im 18. Jahrhundert wurde der Turm umgebaut und erhielt zwei Fachwerkgeschosse, in denen bis in das 19. Jahrhundert arme Familien untergebracht wurden. Um 1865 sollte der Koblenzer Turm mit vornehmeren Wohnungen ausgestattet werden, jedoch wurde er im Endeffekt abgerissen und an seiner Stelle wurde die Villa Untere Fraubachstraße 1 errichtet. Der Turm hatte zum Rhein hin zwei Fensterachsen. Zur Niederstadtstraße hin existierten keine Fenster, zu den anderen beiden Seiten hin besaß er jeweils eine Fensterachse. Zuletzt trug der Turm eine achteckige, geschweifte Barockhaube.

#### Weitere Tore und Türme der Niederstadt

##### Die Bachpforte
Die Bachpforte ist erst seit 1448 belegt und war der westliche Ausgang aus der mittelalterlichen Stadt. Durch sie führte die Heerstraße. Bei Klöckner bestand die Pforte aus einem dachlosen Rechteckturm, der unwesentlich größer war als die übrige Mauer. Heute existiert die Pforte nicht mehr.

##### Der Säuerlingsturm

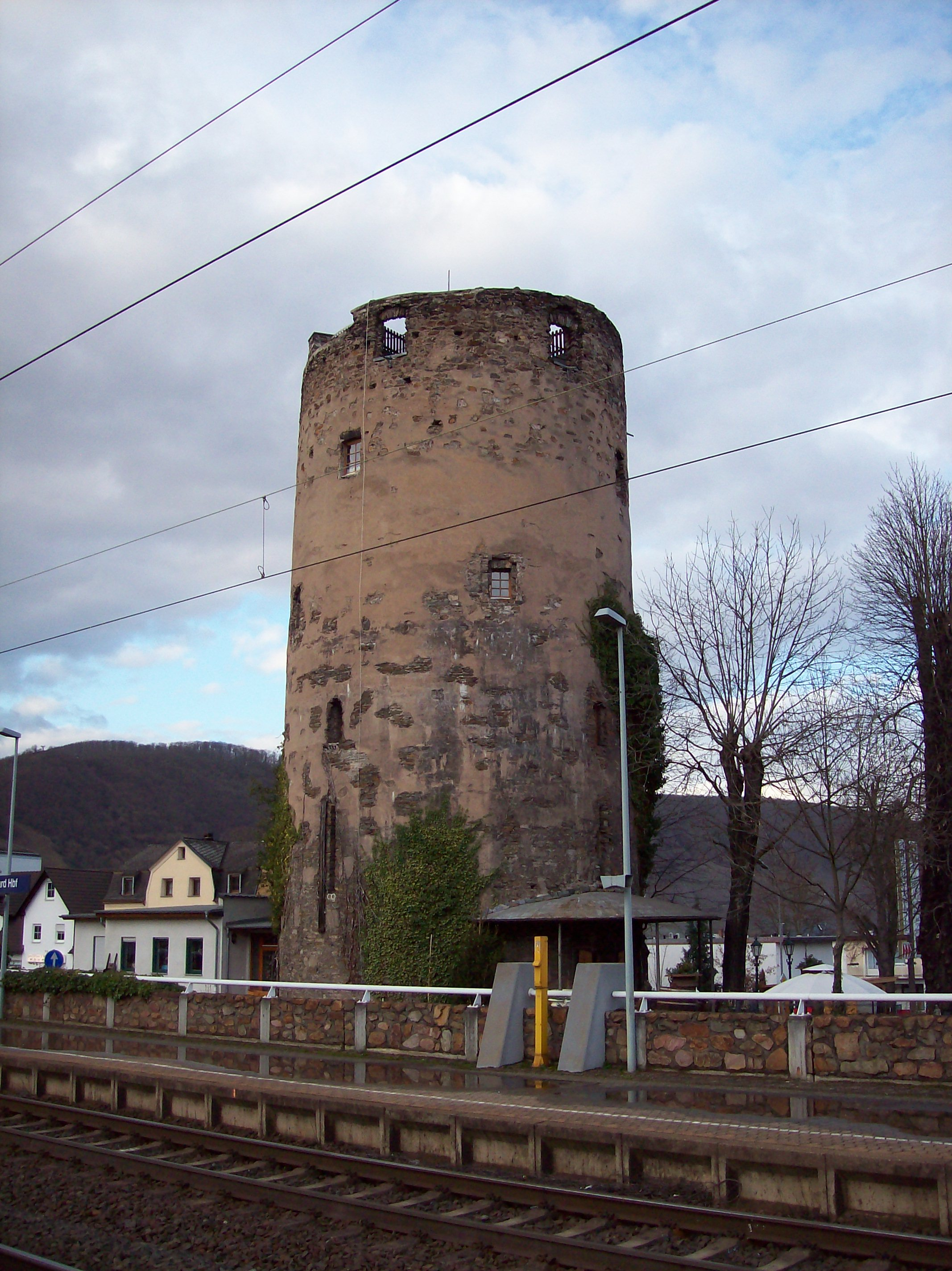
Säuerlingsturm

Der Säuerlingsturm stand ursprünglich an der Südwestecke der Niederstadtbefestigung. Die Bilder von Braun und Hogenberg zeigen den mächtigen Rundturm mit einem hohen Schwertdach, umgeben von drei Dacherkern in kreuzweiser Anordnung. Ein vierter Dacherker zur Bergseite ist noch zu ergänzen. Klöcker stellte den Turm dachlos, aber mit Zinnenkrone über dem umlaufenden Rundbogenfries dar.
Im Jahr 1905 wurde gegen den Widerstand einiger „Historiker“ beschlossen, den Säuerlingsturm abzureißen, um dort die geplante Hunsrückbahn herzuführen und an den Bopparder Bahnhof anzuschließen. Mit dem Abbruch wurde im Dezember 1905 begonnen. Kurz darauf wurde bekannt, dass der Säuerlingsturm baugleich, jedoch mit deutlich verringerter Wandstärke, in nördlicher Richtung wieder aufgebaut werde. Fielen beim Abbruch 1630 Kubikmeter Mauerwerk an, so wurde der Turm nur noch mit 950 Kubikmeter Mauerwerk wieder aufgebaut, wobei allerdings nur die ursprünglichen Steine verwendet werden durften. Der Baubeginn wurde auf den 6. Januar 1906 datiert. Am 7. Januar 1907 wurde die Fertigstellung bekanntgegeben.
Am neuen Standort nördlich des heutigen Hauptbahnhofs diente der Säuerlingsturm einige Jahrzehnte als Wasserreservoir für die Dampflokomotiven der Deutschen Reichsbahn. Nachdem bei der Verlegung der Bundesstraße 9 der 25 Meter hohe Turm vom Abriss verschont geblieben war, wurde er mitsamt umliegendem Gelände Anfang der 1990er Jahre von der Bahn an Privatpersonen verkauft. Heute beherbergt der Turm ein Weinkontor.
Mit Bescheid vom 13. Mai 1991 stellte die Kreisverwaltung des Rhein-Hunsrück-Kreises als Untere Denkmalschutzbehörde den Säuerlingsturm unter Denkmalschutz.

##### Die Britzelspforte
Die Britzelspforte war ein Eingang zur Niederstadt in der südlichen Stadtmauer. Sie wurde spätestens 1858 beim Bau der linken Rheinstrecke zerstört. Bei Klöcker wird sie als niedriger quadratischer Turm mit Pyramidendach dargestellt.

#### Tore und Türme im Süden der Altstadt

##### Die Tanzhauspforte

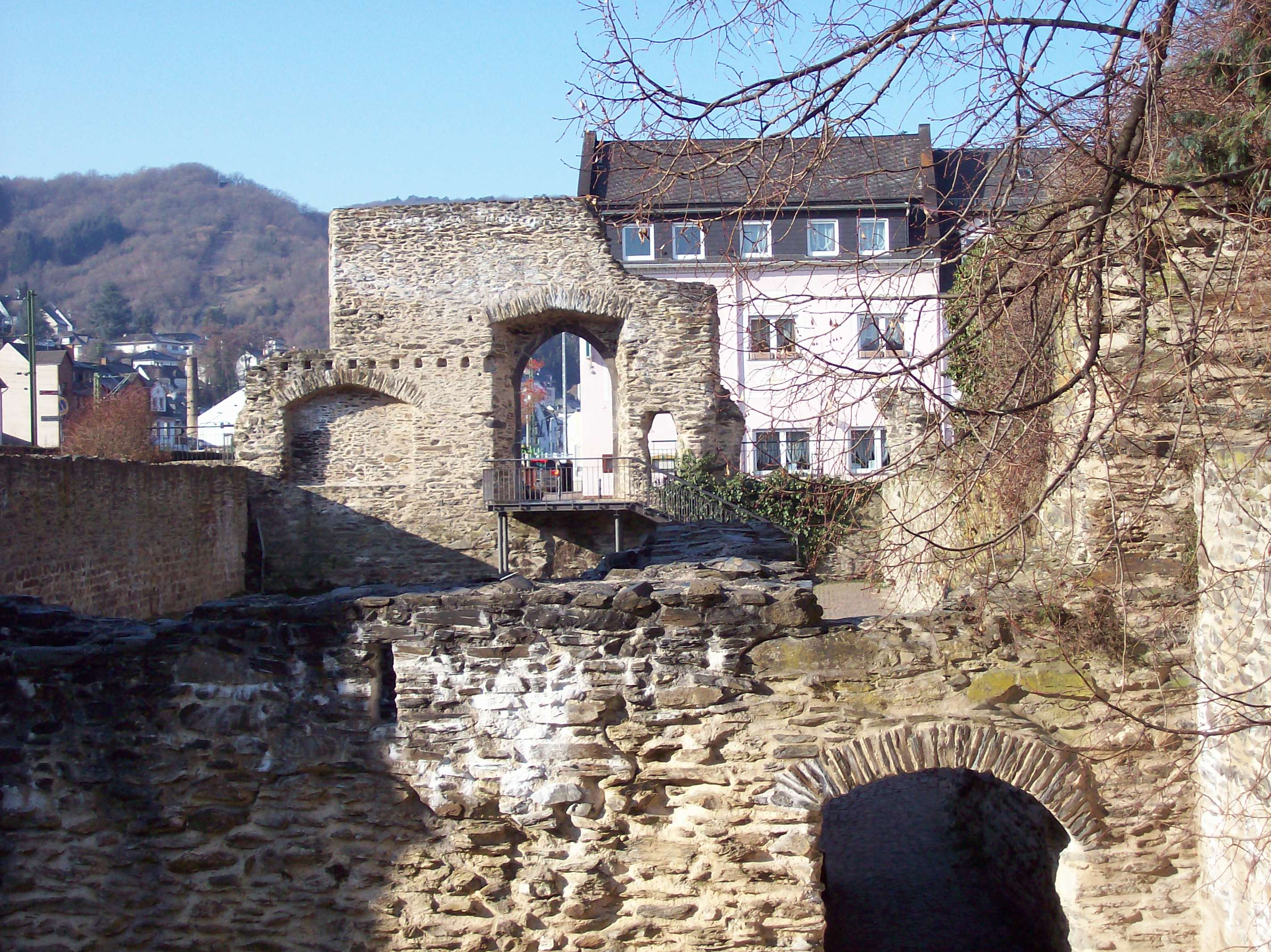
Die Ruine des mittelalterlichen Tanzhauses – Die linke Mauer war Teil der Stadtbefestigung.

Die Tanzhauspforte befand sich am südlichen Ende der Kirchgasse. Sie führte durch den südlichen Mauerteil des ehemaligen römischen Kastells und war der einzige bergseitige Zugang zur Altstadt. Den Namen verdankte das Tor einem Tanzhaus, das dort nach 1418 an die Kastellmauer angebaut wurde und dessen Grundmauern heute freigelegt und für Besichtigungen zugänglich sind. Wie das Tor vor dem Bau des Tanzhauses hieß, ist unbekannt. Bei Klöckers Stadtansicht hat die Pforte über einem Obergeschoss eine geschweifte Haube. Heute existiert das Tor nicht mehr.

#### Weitere Tore und Türme der Oberstadt

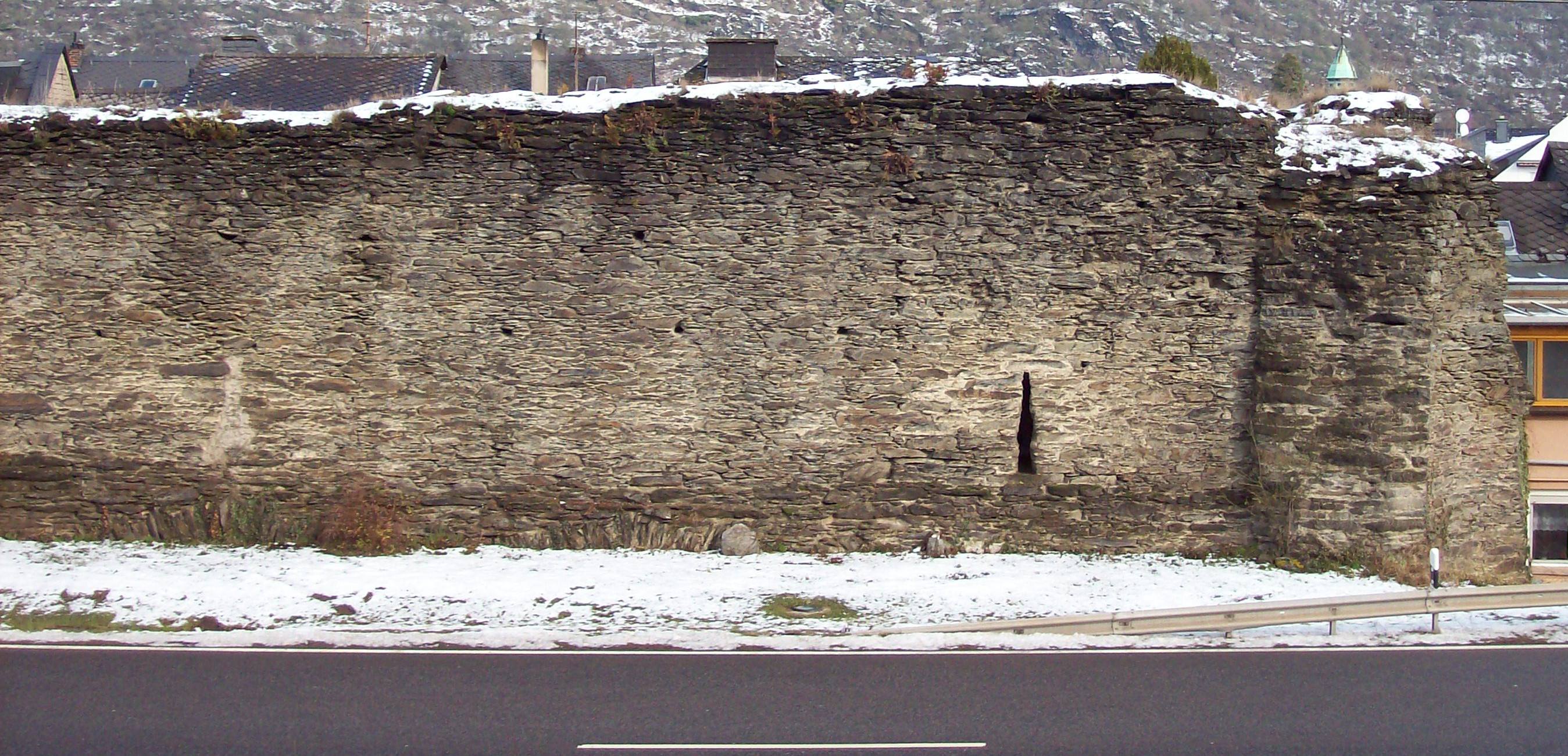
Teil der südlichen Stadtmauer um die Oberstadt – rechts befand sich der Turm Waldeck

##### Das Angerttor
Das Angerttor war ein Außentor, das sich an der westlichen Stadtmauer der Oberstadt befand. Der heilige Franz von Assisi war der Schutzpatron des heute nicht mehr existenten Tores.

##### Die Balzpforte
Die heute nicht mehr existente Balz- oder Lyhenpforte befand sich am südlichen Ende der Pützgasse. Sie war somit ein Zugang zur Oberstadt. Dieses Tor benutzte man, um zum Kloster Marienberg oder auf den Hunsrück zu gelangen. Im Bopparder Krieg wurde der Ritter Sifrit von Schwalbach mit einem seiner Knechte 1497 auf dieser Pforte erschossen. Nach Klöcker bestand die Pforte aus einem Turm mit Obergeschoss und Flachdach. Im Jahr 1810 wurde der Turm abgebrochen.
Der Name Balzpforte leitet sich wohl vom Balz, einem innerhalb der Stadtmauern gelegenen Platz in der Nähe der Pforte, ab. Es wird vermutet, dass dieser etwas erhöht gelegene Platz den Namen von der römischen Festungsartillerie den milites balistrarii erhalten hat.

##### Der Turm Waldeck
Der Turm Waldeck beziehungsweise Windeck, auch Hexenturm genannt, war ein Rundturm in südöstlicher Ecklage. Er bildete das Gegenstück zum Säuerlingsturm. Den Namen Hexenturm erhielt er, weil dort der Sage nach Hexen während ihres Prozesses und vor ihrer Hinrichtung festgehalten wurden.

##### Das Bingertor

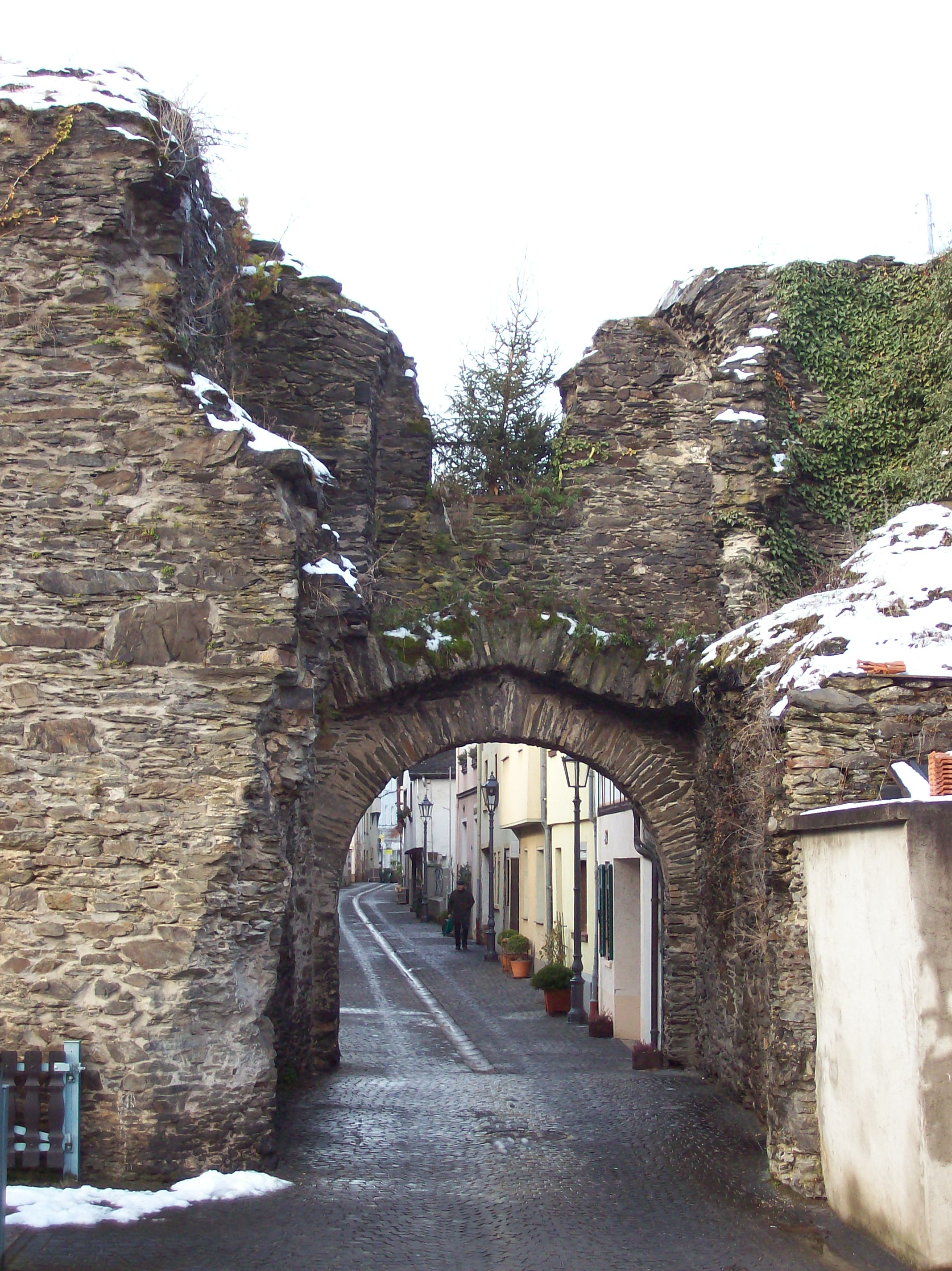
Das Bingertor

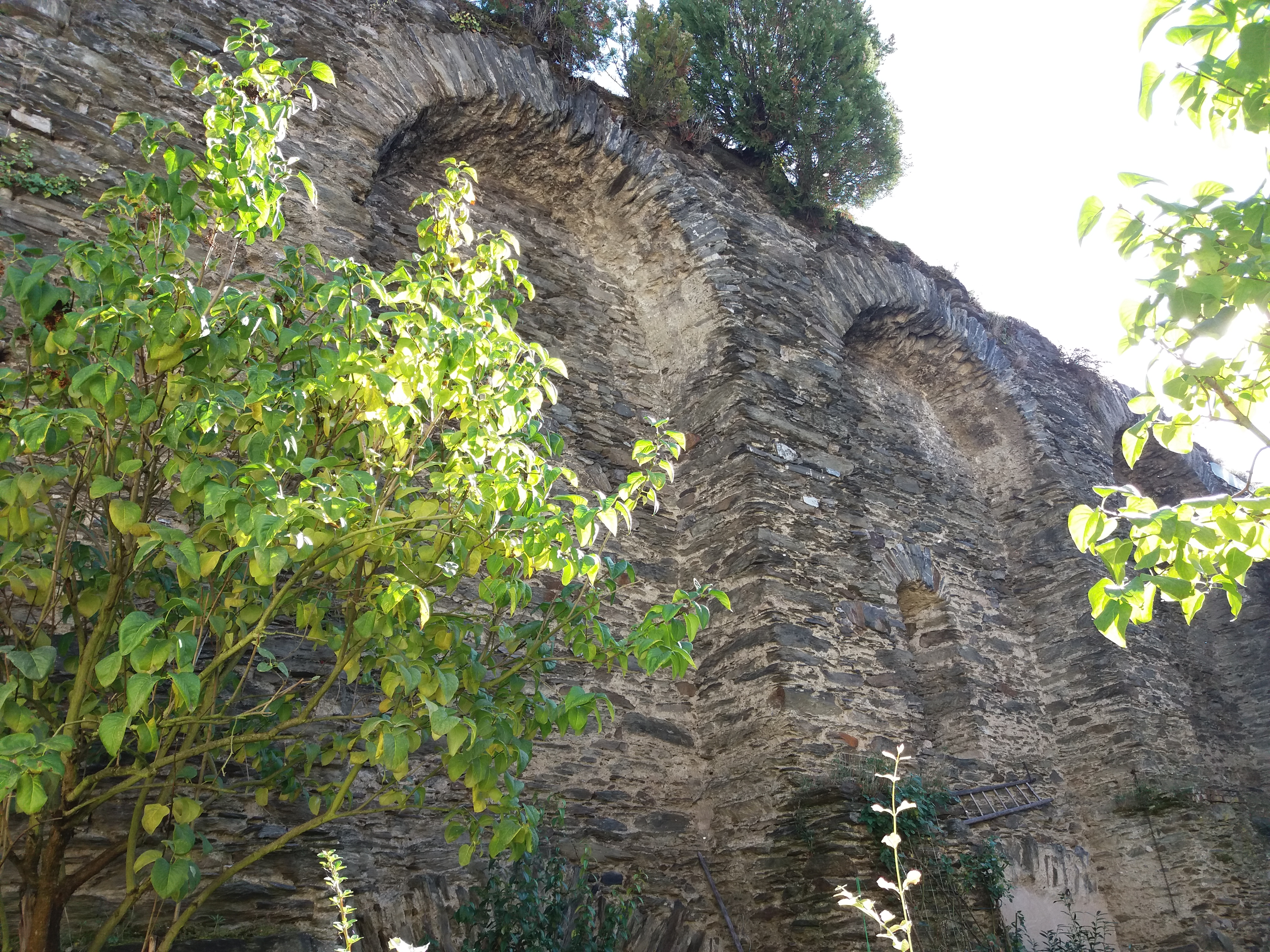
Teilstück der mittelalterlichen Ostmauer am Binger Tor

In der östlichen Mauer der Oberstadt in der Nähe des Balz (Platz in Boppard) befindet sich das Bingertor. Es ist heute noch in ruinösem Zustand erhalten. Durch das Tor läuft die Bingergasse, die noch auf die Römische Rheintalstraße zurückgeht. Im Bopparder Krieg von 1497 war das Tor heftigem Beschuss ausgesetzt. Auf Brauns und Hogenbergs Ansichten aus dem 16. Jahrhundert ist das Tor mit einem steilen Schwertdach dargestellt. Der einst 130 Fuß (rund 40 Meter) hohe Turmaufbau des Bingertors ist heute nicht mehr erhalten, er wurde wie auch andere Teile der Stadtmauer zwischen 1808 und 1812 abgebrochen.

#### Tore und Türme zwischen Altstadt und Ober- bzw. Niederstadt

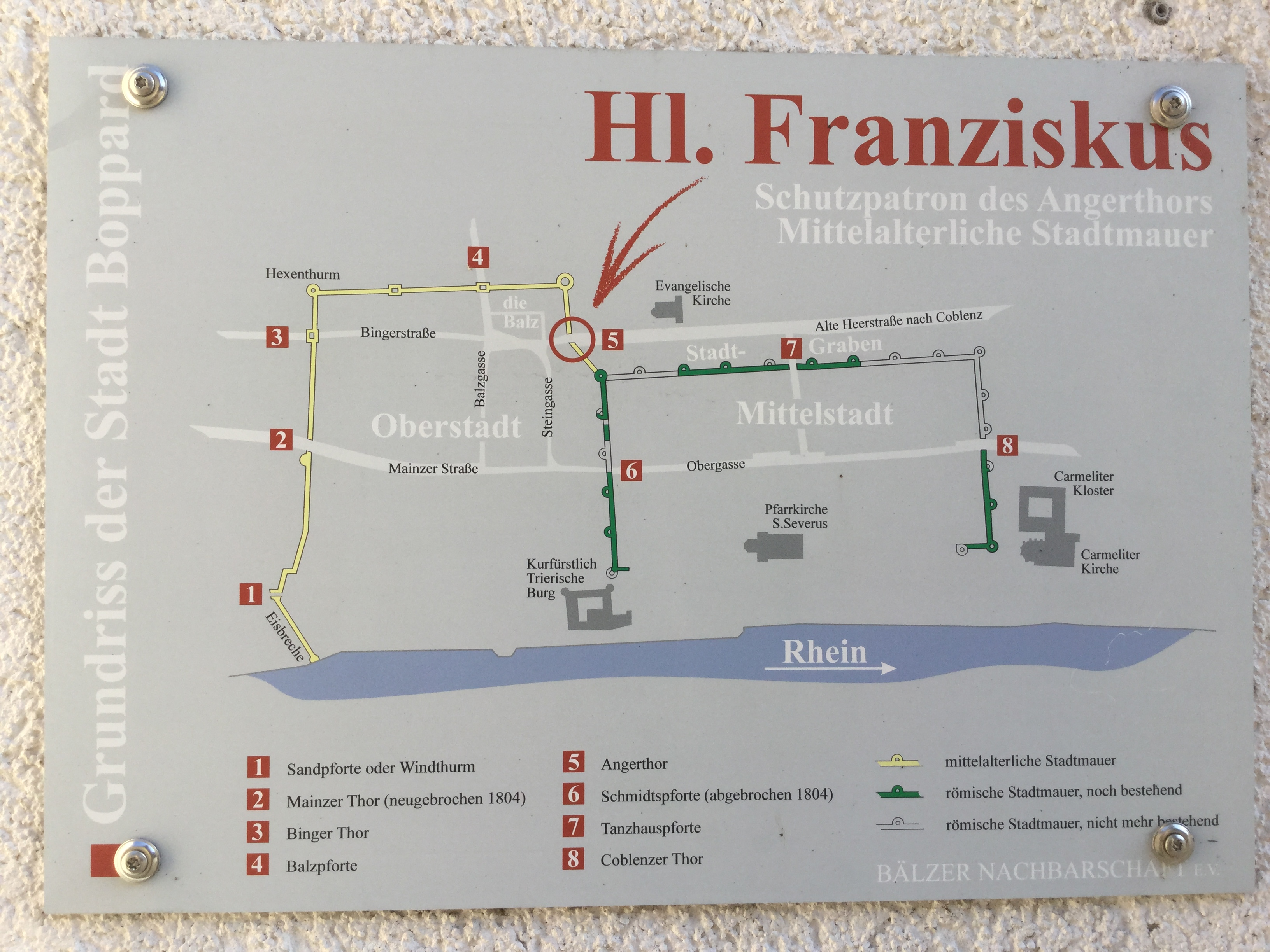
Karte mit historischen Mauerlauf und erhaltenen Bestandteilen.

Die Tore des römischen Kastells an der heutigen Oberstraße wurden auch im Mittelalter weitergenutzt. Nach der Befestigung der Ober- und Niederstadt wurden sie jedoch zu Toren innerhalb der Stadt. Das Tor zwischen Oberstadt und Altstadt hieß Schmiedepforte. Der mittelalterliche Name des Tors zwischen Altstadt und Niederstadt beim Eltzer Hof ist unbekannt, es ist später als Koblenzer Tor tituliert worden. Zusätzlich wurde noch das Judentor gebaut.

##### Schmiedepforte
Die ehemalige Pforte an der heutigen Oberstraße zwischen Ober- und Altstadt bestand schon in der römischen Kastellmauer. Im Mittelalter wurde sie Schmiedepforte genannt. Die Pforte bestand aus einem schmalen, etwa 3,5 Meter breiten Tor. Über diesem verlief ein gedeckter Gang. Zur Oberstadt hin war über dem Tor ein Marienbild angebracht. Dieses verschwand 1848/49, als das Tor herausgebrochen wurde, um für den Verkehr einen breiteren Durchgang zu schaffen.

##### Das Koblenzer Tor
Das Tor, das sich in der Mauer aus römischer Zeit befand und die Altstadt und die Niederstadt verband, trug den Namen Koblenzer Tor. Heute existiert es nicht mehr.

##### Das Judentor
An das westliche Ende der Judengasse (heute Elzerhofstraße) schloss bis 1847 das Judentor an. Es befand sich leicht nach Westen verschoben aus der Flucht der Westseite des römischen Kastells in einen Abstand von zirka 15 m. Die Stadtmauer zog sich in südlicher Richtung bis an den nordwestlichen Eckturm des Kastells. Bei Schladt ist das Tor noch dargestellt. Form und Aussehen legen eine Errichtung im 12./13. Jahrhundert nahe und es ist wohl als Zugang zu der ersten, rheinseitigen Stadterweiterung anzunehmen. Das Tor hatte einen Rundbogen. Über diesem befand sich in Richtung Niederstadt ein rechteckiges Fenster. Außerdem hatte es ein Schwertdach mit je einer Giebelgaube an den Breitseiten.

### Kurfürstliche Burg

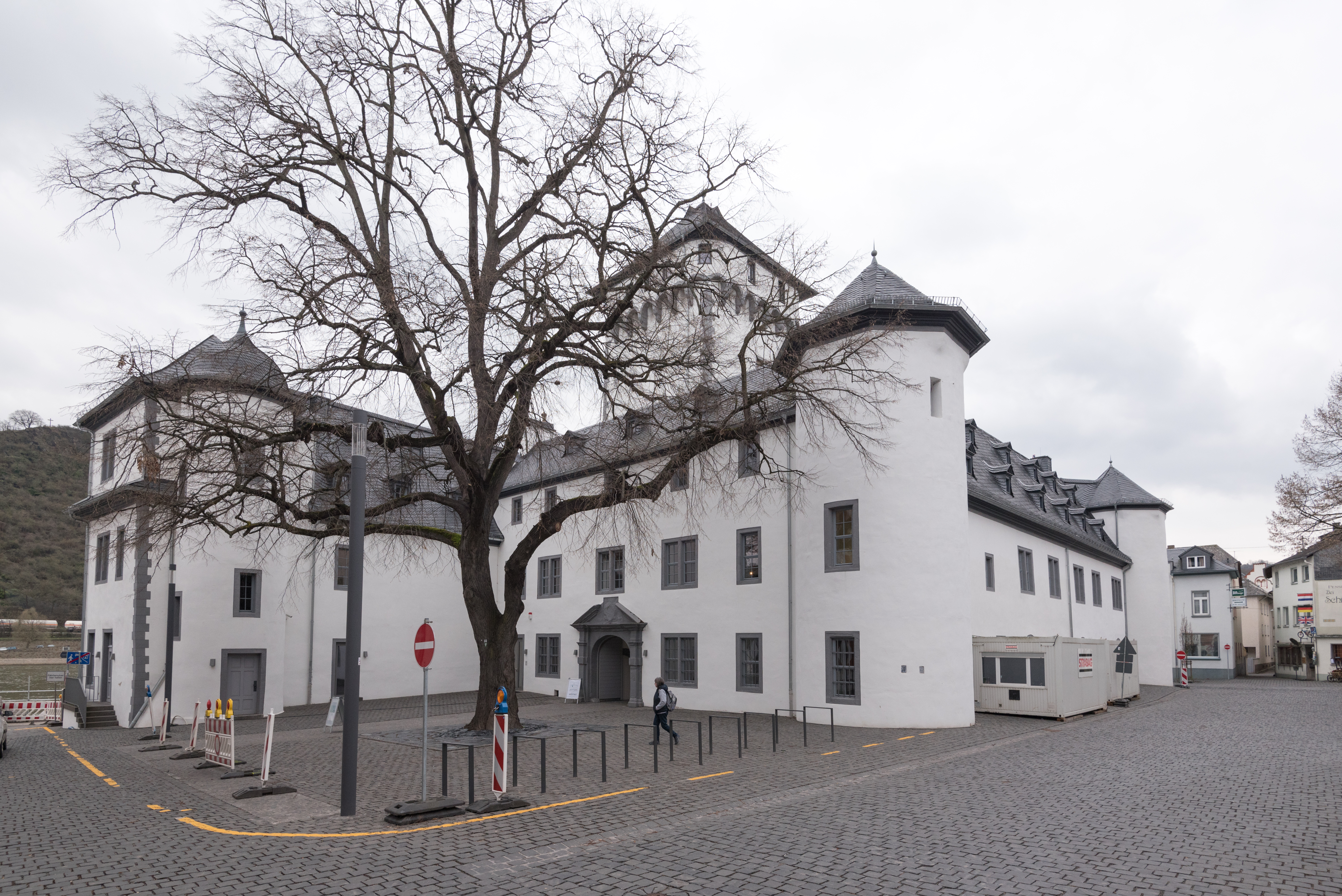
Kurfürstliche Burg

Nachdem der Trierer Erzbischof Balduin von Luxemburg 1327 Boppard eingenommen hatte, ließ er den bereits durch König Richard von Cornwall am Schnittpunkt von Altstadt und Oberstadt errichteten Bergfried am Rhein zu einer Zwingburg ausbauen, um so seine Herrschaft zu sichern. Die Burg ist bis heute erhalten und ist im Besitz der Stadt Boppard, die diese als Museum verwendet. Sie trägt heute den Namen Alte Burg, Kurfürstliche Burg oder Balduinsburg.

## Denkmalschutz
Sowohl das Kastell Boppard, die mittelalterliche Stadtmauer mit ihrer Festungsmauer und ihren Wehrtürmen als auch die kurfürstliche Burg sind geschützt als eingetragenes Kulturdenkmal im Sinne des Denkmalschutz- und -pflegegesetzes (DSchG) des Landes Rheinland-Pfalz. Nachforschungen und gezieltes Sammeln von Funden sind genehmigungspflichtig, Zufallsfunde an die Denkmalbehörden zu melden. Außerdem sind diese Bauwerke seit 2002 Teil des UNESCO-Welterbes Oberes Mittelrheintal.